# Эйвазов, Тимур Рафаилович
Тиму́р Рафаи́лович Эйва́зов (род. 16 июня 1971) — российский дипломат. Чрезвычайный и полномочный посол (2025).

## Биография
Родился 16 июня 1971 года.
В 1993 году окончил Московский государственный институт международных отношений (МГИМО) МИД России. На дипломатической работе с 1993 года. Владеет английским, испанским и французским языками.
В 2012—2017 годах — советник-посланник Посольства России во Франции.
В 2017—2019 годах — заместитель руководителя секретариата первого заместителя Председателя Правительства России.
С мая по ноябрь 2019 года — заместитель директора Четвёртого Европейского Департамента МИД России.
С 18 ноября 2019 года — чрезвычайный и полномочный посол Российской Федерации в Словении. Верительные грамоты вручил 20 января 2020 года.

## Дипломатический ранг
- Чрезвычайный и полномочный посланник 2 класса (16 июля 2012)[3].
- Чрезвычайный и полномочный посланник 1 класса (9 февраля 2021)[4].
- Чрезвычайный и полномочный посол (10 февраля 2025)[5].

## Награды
- Медаль ордена «За заслуги перед Отечеством» II степени (2 июля 2021) — за большой вклад в реализацию внешнеполитического курса Российской Федерации и многолетнюю добросовестную дипломатическую службу[6].
- Медаль «За вклад в развитие Евразийского экономического союза» (29 мая 2019, Высший совет Евразийского экономического союза)[7].